# Alberic
Alberic è un comune spagnolo di 11 175 abitanti situato nella comunità autonoma Valenciana. Si trova nella mucca della Ribera Alta a 8 km da Alzira e 40 km da Valencia.